# Sonata para piano n.º 1 (Brahms)

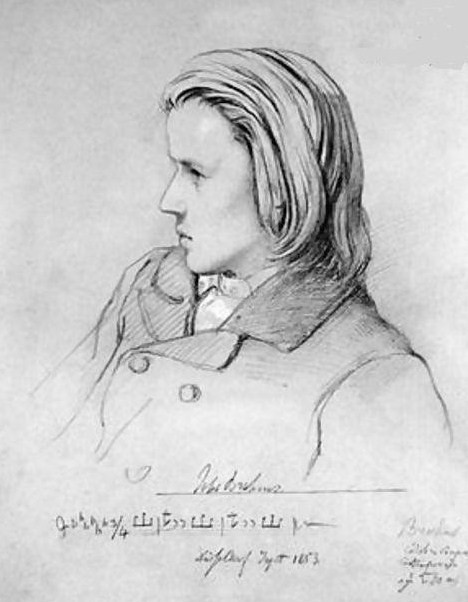
Johannes Brahms, ilustración de Buenaventura Laurens, 1833-97.

La Sonata para piano n.º 1 en do mayor es la obra de Johannes Brahms identificada como su opus 1. Escrita y publicada en enero de 1853 en Hamburgo, es la primera de sus tres sonatas para piano.

## Historia
A pesar de ser su primer trabajo publicado, en realidad fue compuesto después de su segunda sonata para piano. Sin embargo, la segunda sonata fue publicada más tarde debido a que Brahms reconoció la importancia de una publicación inaugural y consideró que la sonata en do mayor era de una calidad superior. Fue enviada junto con su segunda sonata para Breitkopf & Härtel con una carta de recomendación de Robert Schumann. Esta obra está dedicada a Joseph Joachim y fue en su casa donde conoció a Hans von Bülow, pianista y director de orquesta que fue el primero en interpretar esta obra en público en un concierto en Hamburgo en 1854.

## Análisis musical

### Estructura
La sonata se compone de cuatro movimientos:
- I. Allegro (Do mayor)
- II. Andante (nach einem altdeutschen Minneliede) (Do menor - Do mayor)
- III. Allegro molto e con fuoco - Più mosso (Mi menor - Do mayor - Mi menor)
- IV. Allegro con fuoco - Presto non troppo ed agitato (Do mayor)

I. Allegro.
El primer movimiento está escrito siguiendo la forma sonata con una exposición repetida. 
II. Andante.
El segundo movimiento es un tema con variaciones, que está inspirado en la canción Verstohlen geht der Mond auf. El compositor creía que era un antiguo Minnelied (una canción de tema amoroso) alemán pero en realidad lo había escrito el dialectólogo germano Anton Wilhelm von Zuccalmaglio en 1840. Brahms reescribiría esta obra para coro femenino en 1859 (clasificada como WoO 38/20).
III. Allegro molto e con fuoco - Più mosso.
El tercer movimiento es un scherzo seguido de un trío.
IV. Allegro con fuoco - Presto non troppo ed agitato.
El cuarto movimiento es un rondó cuyo tema es modificado notablemente en cada repetición.

### Texto
Texto de la canción Verstohlen geht der Mond auf. 
| Texto original en alemán | Traducción |
| --- | --- |
| Verstohlen geht der Mond auf. Blau, blau Blümelein! Durch Silberwölkchen führt sein Lauf. Blau, blau Blümelein! Rosen im Tal, Mädel im Saal, O schönste Rosa! | Sigilosamente se eleva la luna. Azul, azul, flor! A través de nubecillas plateadas se abre camino. Azul, azul, flor! Rosas en el valle, Doncella en el salón, Oh la más hermosa Rosa! |